# Brenner (Familienname)
Brenner ist ein Familienname.

## Namensträger

### A
- Adam Brenner (1800–1891), österreichischer Maler
- Adam Brenner (* 1963), US-amerikanischer Musiker, siehe Adam Bomb
- Adolf Brenner (1905–1996), australischer Dirigent, Chorleiter, Pianist und Einwanderungsbeamter österreichischer Herkunft (1939 Emigration)
- Adolph von Brenner-Felsach (1814–1883), österreichischer Diplomat
- Albert Brenner (Architekt) (1860–1938), Schweizer Architekt
- Albert Brenner (Szenenbildner) (1926–2022), amerikanischer Szenenbildner
- Alexander Brenner (Mediziner) (1859–1936), österreichischer Arzt
- Alexander Brenner (Diplomat) (1925–2015), deutscher Diplomat, Vorsitzender der Jüdischen Gemeinde Berlin
- Alexander Brenner (Architekt) (* 1958), deutscher Architekt
- Alfons Brenner (1889–1966), deutscher Politiker (SPD)
- Alfred Brenner (Hotelier) (1894–1985), deutscher Hotelier und Funktionär
- Alfred Brenner (Dramatiker) (1916–2011), US-amerikanischer Dramatiker und Drehbuchschreiber
- Andreas Brenner (* 1963), deutsch-schweizerischer Philosoph und Hochschullehrer
- Anita Brenner (1905–1974), mexikanisch-amerikanische Anthropologin, Kunstkritikerin, Journalistin und Autorin
- Anthony Brenner (* 1959), deutscher Eishockeyspieler und -trainer kanadischer Herkunft
- Anton Brenner (Architekt) (1896–1957), österreichischer Architekt
- Anton Brenner junior (* 1925), österreichischer Architekt und Schriftsteller, siehe Tonio Brenner
- Anton Jakob Brenner (1738–1779), österreichisch-deutscher Schauspieler und Schriftsteller
- August Brenner (Politiker) (1879–1946), Schweizer Politiker
- August Rudolf Brenner (1821–1884), deutscher Arzt
- Axel Brenner (1889–1944), österreichischer Arzt und Urologe

### B
- Barbara Brenner (1951–2013), US-amerikanische Aktivistin
- Bernd Brenner (* 1951), deutscher Maler, Bildhauer und Schriftsteller
- Bernhard Brenner (1950–2017), deutscher Physiologe
- Birgit Brenner (* 1964), deutsche Künstlerin
- Bror Brenner (1855–1923), finnischer Segler

### C
- Carl Brenner (1807–1864), deutscher Richter und Politiker
- Carmina Brenner (* 1957), deutsche Politikerin (CDU)
- Charles Brenner (1913–2008), amerikanischer Psychiater und Psychoanalytiker
- Christiane Brenner (* 1963), deutsche Historikerin
- Cody Brenner (* 1997), deutsch-kanadischer Eishockeytorwart

### D
- Daniel Elias Brenner (* 1981), deutscher Komponist
- David Brenner (Komiker) (1936–2014), US-amerikanischer Komiker
- David Brenner (Filmeditor) (1962–2022), US-amerikanischer Filmeditor
- David Brenner (Politiker) (* 1971), österreichischer Politiker (SPÖ)
- Don J. Brenner (* 1936), US-amerikanischer Mikrobiologe

### E
- Edmund Brenner (1933–1998), deutscher Leichtathlet
- Eduard Brenner (Archäologe) (1877–1915), deutscher Prähistoriker
- Eduard Brenner (Anglist) (1888–1970), deutscher Anglist und Politiker
- Eduard Brenner (Politiker), deutscher Soldat und Politiker
- Emma Brenner-Kron (1823–1875), Schweizer Schriftstellerin und Mundartdichterin
- Emma Meyer-Brenner (1847–1903), Schweizer Schriftstellerin
- Erich Brenner (1930–1995), österreichischer Volksbildner, Aquarianer und Direktor des Hauses des Meeres in Wien
- Ernst Brenner (1856–1911), Schweizer Politiker
- Ernst Brenner von Felsach (1865–1903), österreichischer Adliger und Fossiliensammler
- Eva Brenner (Theaterschaffende) (* 1953), österreichische Theaterregisseurin, Produzentin, Kritikerin, Autorin und Theaterwissenschaftlerin
- Eva Brenner (* 1976), deutsche Innenarchitektin und Moderatorin
- Eve Brenner (* 1926), US-amerikanische Schauspielerin und Sängerin
- Ève Brenner (* 1941), französische Opernsängerin und Sopranistin
- Ewald Brenner (* 1975), österreichischer Fußballspieler

### F
- Fabienne Brenner (* 1997), Schweizer Unihockeyspielerin
- Felix Brenner (Künstler) (* 1955), Schweizer Künstler der Art brut
- Felix Brenner (Footballspieler) (* 1987/1988), deutscher American-Football-Spieler
- Franz Brenner (1863–1928), deutscher Manager im Steinkohlenbergbau
- Franz Brenner (Maler) (1873–1945), österreichischer Maler
- Frédéric Brenner (* 1959), französischer Fotograf
- Friedrich Brenner (Architekt), deutscher Architekt und Baumeister
- Friedrich Brenner (Theologe) (1784–1848), deutscher Theologe und Dogmatiker
- Friedrich Brenner (Mediziner) (1809–1874), Schweizer Psychiater
- Friedrich Brenner (Musiker) (Friedrich Christian August Brenner; 1815–1898), deutscher Musiker und Komponist
- Friedrich Brenner (Bildhauer) (* 1939), deutscher Bildhauer und Medailleur
- Fritz Brenner (1877–1969), deutscher Arzt und Pathologe

### G
- George Brenner (Politiker) (1929–2021), australischer Politiker, Mitglied des Parlaments von New South Wales
- Gerhard Brenner (1929–1981), deutscher Journalist und Politiker (CDU)
- Gerhart Brenner (1918–2006), deutscher Unternehmer
- Gertrud Brenner (1905–1995), Schweizer Architektin
- Günter Brenner (1928–2007), deutscher Jurist und Autor sowie Generalsekretär der Akademie der Wissenschaften und der Literatur in Mainz
- Günther Brenner (* 1971), deutscher Schauspieler
- Gustav von Brenner (1861–1916), deutscher Ministerialrat und Regierungspräsident

### H
- Hannelore Brenner (* 1963), deutsche Dressurreiterin
- Hannelore Brenner-Wonschick (* 1951), deutsche Autorin
- Hans Brenner, Pseudonym von Hanny Brentano (1872–1940), österreichische Publizistin und Schriftstellerin
- Hans Brenner (Schwimmer) (1912–??), Schweizer Schwimmer
- Hans Brenner (Johann Brenner; 1938–1998), österreichischer Schauspieler
- Hans Dieter Brenner (* 1943), deutscher Psychiater
- Hans-Dieter Brenner (* 1952), deutscher Bankier
- Hans Georg Brenner (1903–1961), deutscher Schriftsteller
- Hans Leonhard Brenner (* 1943), deutscher Heimatforscher
- Hatto Brenner (* 1940), deutscher Unternehmer
- Hedwig Brenner (1918–2017), israelische Lexikografin und Schriftstellerin österreichischer Herkunft
- Heide Brenner (* 1956), deutsche Leichtathletin
- Heinrich Brenner (Bildhauer) (1883–1960), deutsch-baltischer Bildhauer
- Heinrich Brenner (Widerstandskämpfer) (1908–1986), deutscher Widerstandskämpfer
- Heinrich Maria Brenner (1910–nach 1984), österreichischer Journalist und Verbandsfunktionär
- Heinz Brenner (Schriftsteller) (1900–1981), deutscher Schriftsteller, Dramaturg, Theaterschauspieler und -regisseur
- Heinz Brenner (Sportveranstalter) (1923–2010), deutscher Sportveranstalter, -vermarkter und -funktionär
- Heinz Brenner (Widerstandskämpfer) (1924–2008), deutscher Widerstandskämpfer
- Helmut Brenner (1957–2017), österreichischer Musikethnologe
- Henny Brenner (1924–2020), deutsche Schriftstellerin
- Hermann Brenner (Politiker) (1882–1959), Schweizer Politiker
- Hermann Brenner (Architekt) (1899–1984), deutscher Architekt
- Hermann Brenner (Landschaftsarchitekt) (* um 1950), deutscher Landschaftsarchitekt
- Hermann Brenner (Mediziner) (* 1957/1958), deutscher Epidemiologe
- Hildegard Brenner (1927–2025), deutsche Literaturwissenschaftlerin
- Holger Brenner (* 1966), deutscher Mathematiker
- Howard Brenner (1929–2014), US-amerikanischer Chemieingenieur

### I
- Ignatz Brenner von Felsach (1772–1849), österreichischer Orientalist
- Isabell Brenner (* 1980), deutsche Schauspielerin

### J
- Jakob Brenner (* 1985), deutscher Dirigent, Komponist und Arrangeur
- János Brenner (Geistlicher) (1931–1957), ungarischer römisch-katholischer Priester und Märtyrer
- János Brenner (Stadtplaner) (* 1954), ungarisch-deutscher Stadtplaner
- Jean Brenner (1937–2009), französischer Maler
- Joachim Brenner (Judoka) (* 1960), deutscher Judoka
- Joachim von Brenner-Felsach (1859–1927), österreichischer Fotograf
- Johann Brenner (Architekt) (1815–1879), österreichischer Baumeister
- Johann Brenner (1938–1998), österreichischer Schauspieler, siehe Hans Brenner
- Johann Georg Brenner (1820–1890), deutscher Mühlenbesitzer, Mitglied des Kurhessischen Kommunallandtags
- Johann Joachim Brenner (1815–1886), Schweizer Architekt
- Johanna Brenner, US-amerikanische Soziologin und Feministin
- Johannes Brenner (Bischof) (1578–1629), Weihbischof in Passau
- Johannes Brenner (Fußballspieler) (1906–1975), estnischer Fußballspieler
- Johannes Brenner (Footballspieler) (* 1982), deutscher Footballspieler
- Johannes Brenner von Löwenstein (vor 1473–1537), deutscher Adliger und Geistlicher
- John Brenner (Leichtathlet) (* 1961), US-amerikanischer Leichtathlet
- John Lewis Brenner (1832–1906), US-amerikanischer Politiker
- Josef Brenner (Politiker, I), österreichischer Politiker, Niederösterreichischer Landtagsabgeordneter
- Josef Brenner (Bildhauer) (1881–1952), deutscher Holzbildhauer
- Josef Brenner (Politiker, 1899) (1899–1967), deutscher Politiker (Zentrum, CDU), MdB
- Josef Brenner von Felsach (Mediziner) (auch Josef von Brenner-Felsach; 1807–1876), österreichischer Mediziner
- Josef Brenner von Felsach (Politiker) (auch Josef von Brenner-Felsach; 1836–1906), österreichischer Gutsbesitzer und Politiker
- Josef Chaim Brenner (1881–1921), hebräischer Schriftsteller
- Joseph Brenner (Philosoph) (* 1934), französisch-US-amerikanischer Chemiker und Wissenschaftsphilosoph

### K
- Karl Brenner (Architekt) (vor 1810–1864), deutscher Architekt und Baumeister
- Karl Brenner (Schauspieler) (* 1928), deutscher Schauspieler und Sänger
- Karl Jakob Heinrich Brenner (auch Karl-Heinrich Brenner; 1895–1954), deutscher Militär und Polizist
- Karl Johann Brenner (1814–1883), Schweizer Jurist und Politiker
- Katja Brenner (* 1973), deutsche Schauspielerin
- Koloman Brenner (* 1968), ungarndeutscher Sprachwissenschaftler, Politiker und Hochschullehrer
- Klaus-Peter Brenner (* 1958), deutscher Musikethnologe und Instrumentenkundler
- Klaus Theo Brenner (* 1950), deutscher Architekt
- Kristina Brenner (* 1990), deutsche Fußballspielerin
- Kurt Brenner (* 1935), deutscher Kulturmittler, Germanist und Romanist

### L
- Lenni Brenner (* 1937), US-amerikanischer Zionismuskritiker
- Leo Brenner, Pseudonym von Spiridon Gopčević (1855–1928), österreichischer Schriftsteller und Astronom
- Leo Brenner (Maler) (* 1940), deutscher Maler
- Lisa Brenner (* 1974), US-amerikanische Schauspielerin
- Ludwig von Brenner (1833–1902), deutscher Dirigent und Komponist
- Ludwig Brenner (1904–1984), deutscher Holzmodel-Schnitzer
- Lutz Brenner (* 1973), deutscher Organist

### M
- M. Harvey Brenner (1939–2022), Gesundheitssoziologe und Gesundheitsökonom
- Marc Brenner (* 1973), deutscher freikirchlicher Theologe, Präses der Gemeinde Gottes Deutschland und Präsident der Vereinigung Evangelischer Freikirchen
- Marcel Brenner (* 1997), Schweizer Motorradrennfahrer
- Marco Brenner (* 2002), deutscher Radrennfahrer
- Martin Brenner (auch Prenner, 1548–1616), österreichischer Geistlicher, Fürstbischof von Seckau
- Martin Joseph Brenner (* 1986), uruguayisch-österreichischer Fußballspieler
- Matthias Brenner (* 1957), deutscher Schauspieler
- Max Brenner (Ingenieur) (1907–1968), Schweizer Ingenieur und Maschinenfabrikant
- Max Brenner (Chemiker) (1915–2011), Schweizer Chemiker
- Maximilian Brenner (1874–1937), österreichischer Geistlicher, Rektor des Collegio Teutonico di Santa Maria dell’Anima
- Michael Brenner (Bildhauer) (1885–1969), US-amerikanischer Bildhauer
- Michael Brenner (Impresario) (1952–2011), deutscher Musikmanager
- Michael Brenner (Rechtswissenschaftler) (* 1960), deutscher Rechtswissenschaftler
- Michael Brenner (Historiker) (* 1964), deutscher Historiker
- Michael P. Brenner (* 1968), US-amerikanischer Physiker
- Mireille Brenner (1939–2015), senegalesische Verwaltungsjuristin, siehe Mireille Ndiaye
- Monika Brenner (1946–2014), deutsche Künstlerin

### N
- Neil Brenner (* 1969), US-amerikanischer Stadtforscher

### O
- Oskar Brenner (1854–1920), deutscher Germanist und Professor an der Universität Würzburg
- Otto Brenner (1907–1972), deutscher Gewerkschafter, Vorsitzender der IG Metall

### P
- Paolo Brenner (* 1966), deutscher Herzchirurg
- Paul Brenner (Metallurg) (1897–1973), deutscher Metallurg
- Paul Brenner (Politiker) (1905–1988), deutscher Jurist und Politiker (CDU)
- Paul Brenner (Regisseur) (* 1988), deutscher Animationsfilmer
- Paul Adolf Brenner (1910–1967), Schweizer Lyriker
- Peter Brenner (1930–2024), deutscher Theaterintendant, Opernregisseur und Übersetzer
- Peter Brenner (Bauingenieur) (1937–2019), Schweizer Bauingenieur, Geologe und Autor
- Peter J. Brenner (* 1953), deutscher Germanist und Archivar, Direktor des Archivs der Technischen Universität München
- Philipp Brenner (1802–1870), deutscher Mühlenbesitzer, Mitglied der kurhessischen Ständeversammlung

### R
- Reinhard Brenner (* 1944), deutscher Bibliothekar
- Rich Brenner (1946–2012), US-amerikanischer Sportreporter
- Richard Brenner (1833–1874), deutscher Afrikaforscher
- Robbie Brenner (* um 1971), US-amerikanische Filmproduzentin
- Robert Brenner (Bergingenieur) (1862–1935), deutscher Bergingenieur
- Robert Brenner (Schriftsteller) (* 1931), österreichischer Schriftsteller und Physiker
- Robert Brenner (Kaufmann) (* 1944), deutscher Kaufmann und Schriftsteller
- Robert Paul Brenner (* 1943), US-amerikanischer Historiker und Hochschullehrer
- Rolf Brenner (Rolf E. Brenner; * 1958), deutscher Mediziner, Biochemiker und Hochschullehrer
- Rudolf Brenner (1854–1927), deutscher Chorleiter und Dirigent

### S
- Simon Brenner (* 1984), deutscher American-Football-Spieler
- Sophia Brenner (1659–1730), schwedische Schriftstellerin
- Stefan Maximilian Brenner (* 1978), deutscher Militärhistoriker
- Susanne Brenner (* 1958), US-amerikanische Mathematikerin und Hochschullehrerin
- Sydney Brenner (1927–2019), britischer Biologe

### T
- Thomas Brenner (* 1968), deutscher Wirtschafts- und Regionalwissenschaftler
- Tobias Brenner (Baumeister) (1842–1912), Südtiroler Baumeister
- Tobias Brenner (Politiker) (* 1961), deutscher Jurist und Politiker (SPD)
- Tonio Brenner (Anton Brenner junior; * 1925), österreichischer Architekt und Schriftsteller

### U
- Ulli Brenner (* 1962), deutscher DJ und Musikproduzent
- Ulrich Brenner (* 1946), deutscher Journalist

### V
- Valerian Brenner (1652–1715), österreichischer Baumeister
- Veronica Brenner (* 1974), kanadische Freestyle-Skierin

### W
- Walter Brenner (Mediziner) (1908–1999), deutscher Kinderarzt und Hochschullehrer
- Walter Brenner (* 1958), deutscher Wirtschaftsinformatiker
- Walter Brenner-Kruckenberg, Pseudonym von Walther Blachetta (1891–1959), deutscher Schriftsteller, Theaterleiter und SS-Führer
- Walter Gustav Brenner (1899–1973), deutscher Ingenieur (Landtechnik) und Hochschullehrer
- Werner Brenner (* 1951), österreichischer Politiker (SPÖ)
- Wilhelm Brenner (1929–2011), deutscher Wasserbauingenieur
- Willus Brenner (1902–1984), deutscher Maler
- Wolfgang Brenner (* 1954), deutscher Journalist und Schriftsteller
- Wolfgang Brenner (Künstler) (* 1956), deutscher Maler

### Fiktive Personen
- Simon Brenner, Protagonist der Brenner-Krimis von Wolf Haas